# Bont dikkopje
Het bont dikkopje (Carterocephalus palaemon) is een dagvlinder uit de familie Hesperiidae (dikkopjes).

## Voorkomen
De kleur van het imago zijn donkerbruin met gelige vlekken. Iets robuuster gebouwd dan andere dag vlinders met breed lijf.

## Verspreiding en leefgebied
Het bont dikkopje komt voor in grote delen van Europa voor, waaronder in Nederland en België, waar hij echter wel bedreigd is (met name door verdroging). Daarnaast strekt zijn areaal zich uit tot Japan en Noord-Amerika. In Groot-Brittannië ten slotte komt hij zeer lokaal voor. De vlinder geeft de voorkeur aan bossen en vochtige graslanden als leefgebied.

## Leefwijze
De vliegtijd is in één generatie van begin mei tot eind juni. Hoewel de rups in het najaar reeds volwassen is, verpopt hij pas na overwintering in het volgende voorjaar. De waardplanten en voornaamste voedselbronnen van de rups van het Bont dikkopje zijn grassen zoals dravik en kortsteel. Het wijfje legt elk eitje afzonderlijk.

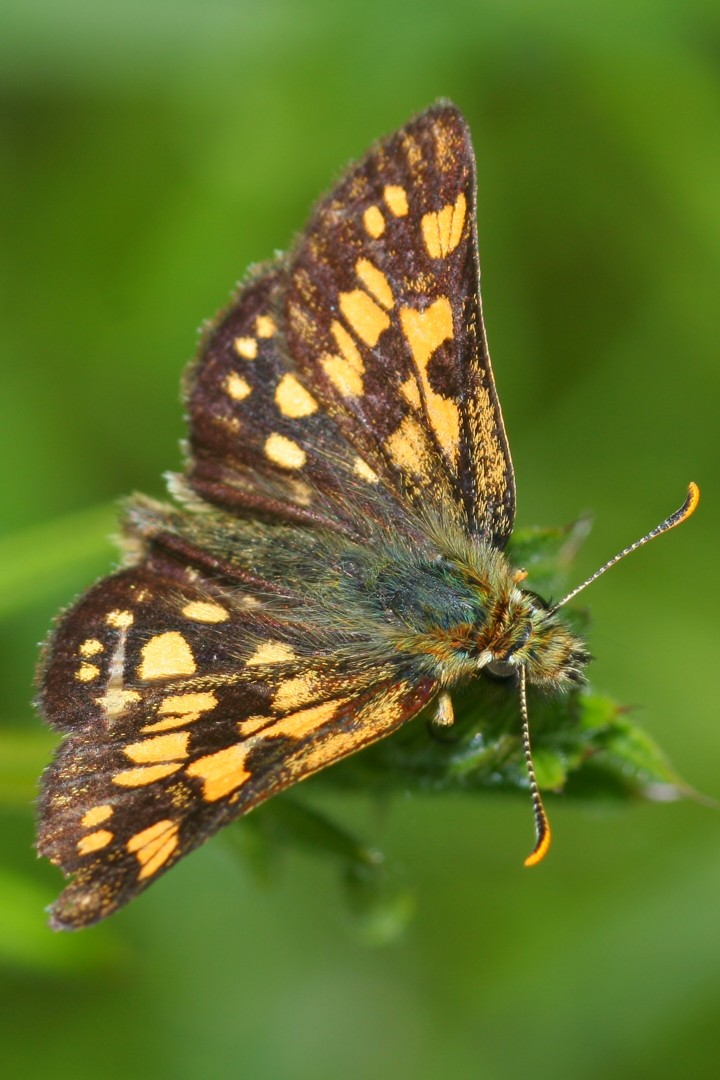